# Fisicalismo de tipo
El fisicalismo de tipo (también conocido como materialismo reductivo, teoría de la identidad de tipo, teoría de la identidad mente-cerebro, teoría de la identidad mente-cuerpo, teoría de identidad de la mente e identidad de tipo) es una teoría de la filosofía de la mente que asegura que los sucesos mentales son de un tipo idéntico al de los sucesos físicos del cerebro con que están correlacionados. Se le llama identidad de tipo para distinguirla de la teoría afín pero distinta llamada identidad de casos (token identity).
La distinción tipo/caso se puede ilustrar fácilmente mediante un ejemplo. En la frase "amarillo es amarillo es amarillo es amarillo" hay solo dos tipos de palabras ("amarillo" y "es") pero hay siete casos (cuatro casos "amarillo" y tres casos "es"). El fisicalismo de tipo consiste en la idea de que los tipos de sucesos mentales (por ejemplo el dolor en todos los organismos individuales de todas las especies de todos los tiempos) corresponden a tipos de eventos idénticos en el cerebro (por ejemplo, estimulación de las fibras cerebrales en todos los organismos de todas las especies de todos los tiempos). 